# Бибирево (станция метро)
«Би́бирево» — станция Московского метрополитена, расположенная на Серпуховско-Тимирязевской линии между станциями «Отрадное» и «Алтуфьево». Открыта 31 декабря 1992 года при продлении линии на север. Глубина заложения — 9,5 м.
Первая станция Московского метрополитена, открытая после распада СССР. Названа по одноимённому району. До 1994 года станция являлась конечной, поэтому за ней был сооружён пошёрстный съезд для оборота составов. При продлении линии он был сразу же разобран.

## История
Станция открыта 31 декабря 1992 в составе участка «Отрадное» — «Бибирево», стала 149-й станцией Московского метрополитена.
В 2024—2025 годах на станции проходит переоблицовка путевых стен с использованием аналогичного материала.

## Оформление
Фигурные монолитные перекрытия опираются на круглые мраморные колонны. Путевые стены и колонны облицованы белым мрамором, снизу и сверху окаймлены серым уфалейским мрамором. Пол выложен тёмно-серым и красным гранитом. Турникетные залы оформлены оригинальными композициями художников А. М. Ладур и Д. А. Ладур.

А. Насибов: Приведите пример. Вот есть у Вас перед глазами пример? Вот такой чужеродности оформления, может быть, станции, которая своё время опередила. Приведите пример. Покопайтесь в собственной памяти. Попробуйте.
С. Горяев: Ну, я Вам могу сказать, что, я не знаю, в какой степени это можно назвать опережением эпохи, но вот то, что была очень красивая… очень красивые эскизы на станции Бибирево сделаны художником Ладуром, и что все с восторгом восприняли это в макете, было довольно смелое решение. Из-под земли вверх уходили сетки, на них были цветные элементы, а когда… Это было очень нетрадиционно, и очень так пилотно и продвинуто. И уже была перестройка, и уже хотелось всего нового, а потом оказалось, что когда это исполнилось в натуре, то оказалось, что это смотрится элементами техногенными какими-то, как конструкции. Это перестало ощущаться, когда ты вдоль этого идёшь, а не смотришь в целом на макете, это перестало быть художественным произведением в привычном нашем восприятии. И выяснилось, что люди не воспринимают его как художественное произведение.
— Сергей Витальевич Горяев, народный художник России, академик и член президиума Российской академии художеств в передаче «Эха Москвы»

## Расположение и вестибюли
В южном вестибюле имеются эскалаторы на подъём, в северном — общая лестница. Станция располагается на границе района Бибирево и Алтуфьевского района.
Выход со станции через подземный переход ведёт к улицам Плещеева и Пришвина, Бибиревской и Костромской улицам.

## Станция в цифрах
- Пассажиропоток по станции за сутки (1999 год)
  - 50 060
- Пассажиропоток по вестибюлям за сутки (2002 год)
  - Пассажиропоток по входу — 50,2 тыс.
  - Пассажиропоток по выходу — 58,0 тыс.
- Таблица времени прохождения первого поезда через станцию[3]:

| По чётным числам              | Будние дни | Выходные дни |
| По нечётным числам            | Будние дни | Выходные дни |
| В сторону станции «Алтуфьево» | 06:04      | 06:07        |
| В сторону станции «Алтуфьево» | 05:57      | 06:01        |
| В сторону станции «Отрадное»  | 05:54      | 05:54        |
| В сторону станции «Отрадное»  | 05:44      | 05:42        |

## Галерея
| - Платформа и колонны - Название станции на путевой стене - Выход № 1 со станции |

## Наземный общественный транспорт
На этой станции можно пересесть на следующие маршруты городского пассажирского транспорта:
- Автобусы: м57, 282, 284, 290, 353, 503, 587, 618, 637, 705, 771, н9